# Радзивилл, Станислав Альбрехт
Князь Станислав Альбрехт Радзивилл, пол. Stanisław Albrecht Radziwiłł (21 июля 1914, Шпанов на Волыни — 27 июля 1976, Лондон) — польский аристократ и дипломат, поверенный в делах польского правительства в изгнании в Лиге Наций, делегат Польского Красного Креста, торговец недвижимостью, директор авиакомпании «Olympic Airways».

## Биография
Представитель польско-литовского княжеского рода Радзивиллов герба «Трубы». Третий (младший) сын князя Януша Францишека Радзивилла (1880—1967) и Анны Ядвиги Марии Любомирской (1882—1947).
В 1937 году князь окончил факультет гуманитарных наук в Католическом университете во Фрайбурге в Германии. Затем он был назначен на должность заместителя начальника Станиславского воеводства.
На рубеже августа-сентября 1939 года князь Станислав Радзивилл был мобилизован в польскую армию. В сентябрьской компании воевал в чине офицера кавалерии. После разгрома Польши Радзивилл бежал через Венгрию и Югославию в Париж, где уже находилось Правительство Польской Республики в изгнании. Польское правительство под руководством Владислава Сикорского отправило Радзивилла в женевскую штаб-квартиру Международного Красного Креста как представителя Польского Красного Креста. Воспользовавшись тем, что в Женеве находилась штаб-квартира Лиги Наций, князь также стал поверенным в делах польского правительства в изгнании при Лиги Наций. Эти функции он выполнял до окончания Второй Мировой войны.
10 апреля 1940 года в Женеве князь первым браком женился на графине Розе де Монлеон, с которой он познакомился во время своей учёбы. После войны князь развёлся с первой женой и уехал в Лондон, где в 1946 году вторично женился на хорватке Грейс Колин. Невеста и жених, чтобы получить британское гражданство, поселились на Багамских островах, которые в то время были британской колонией. В Нассау князь Радзивилл познакомился с известным лондонским трейдером Феликсом Фенстоном. Фенстон и Радзивилл основали совместную компанию, которая стала работать на рынке британской недвижимости.

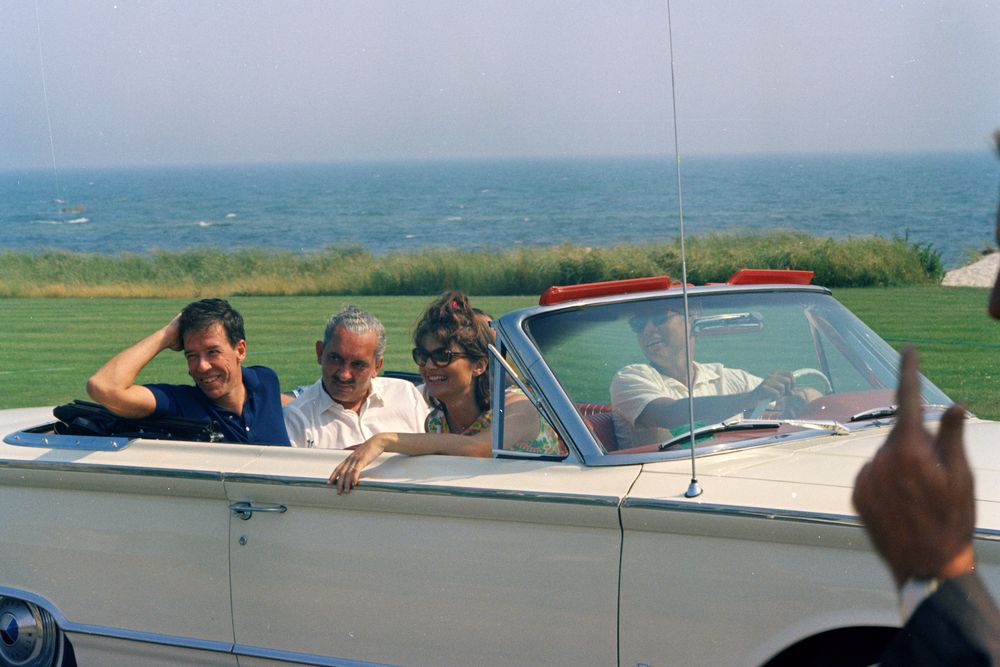
Слева направо: Чарльз Спалдинг, князь Станислав Радзивилл, Жаклин Кеннеди и Джон Кеннеди перед семейной резиденцией президента в Порт-Плимуте, Массачусетс, США, 28 июля 1963

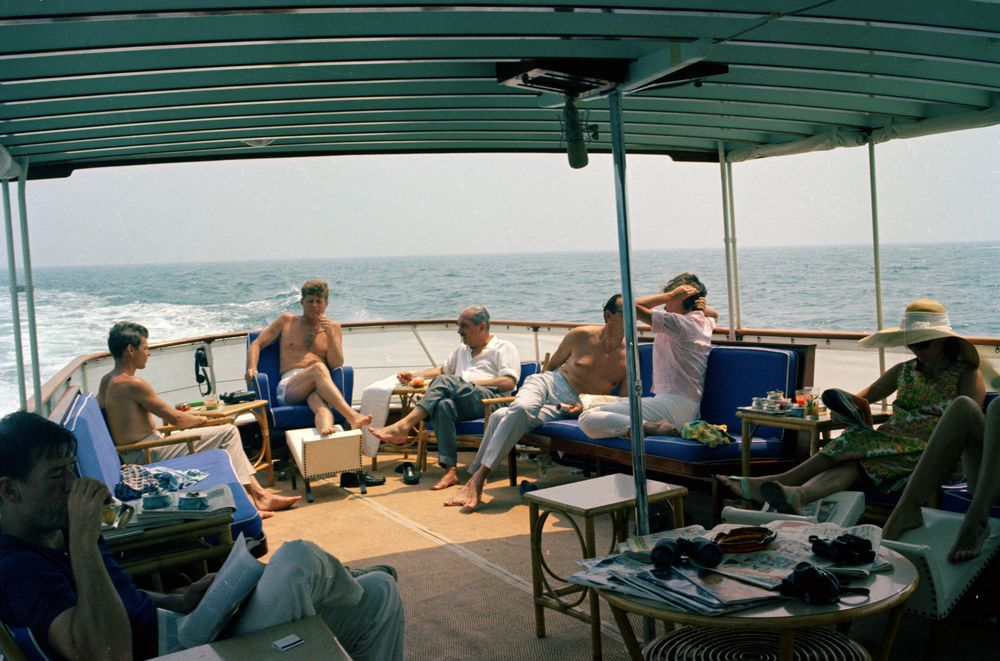
Слева направо: Чарльз Спалдинг, Стив Смит, президент США Джон Кеннеди, князь Станислав Радзивилл, посол Великобритании в США Сэр Дэвид Ормсби-Гор, Джин Кеннеди Смит, Жаклин Кеннеди, княжна Ли Радзивилл на президентской яхте Honey Fitz в окрестностях острова Мартас-Винъярд, Массачусетс, США, 22 июля 1963

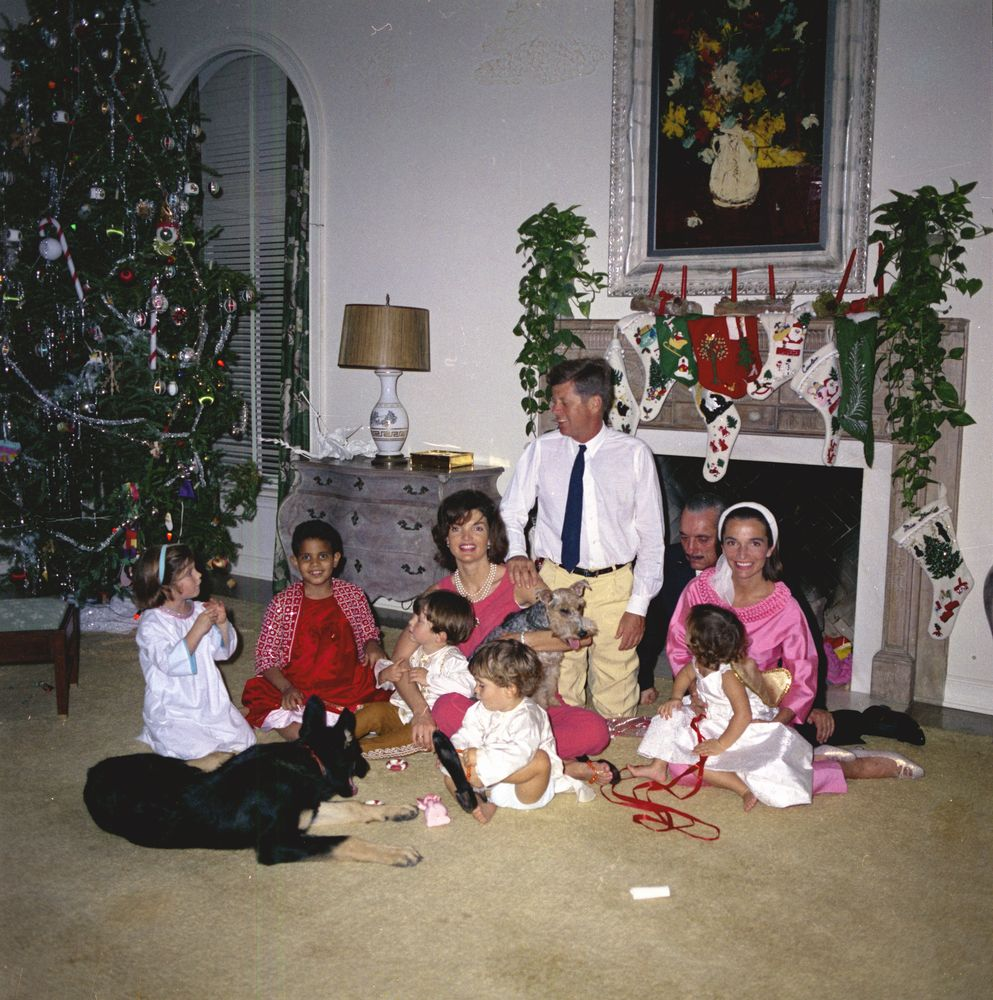
Слева направо: Кэролайн Кеннеди. Густаво Паредес, Жаклин Кеннеди держит на руках племянника Антония Радзивилла, Джон Кеннеди-Младший, президент США Джон Ф. Кеннеди, князь Станислав Радзивилл, княгиня Ли Радзивилл держит на руках дочь Анну Кристину Радзивилл на Рождество 1962 года, Палм-Бич, Флорида, США, 25 декабря 1962

## Ли Бувье и знакомство с Джоном Кеннеди
Осенью 1956 года Грейс и Станислав Радзивиллы гостили у лорда и леди Ламбтон в их охотничьем поместье Сент-Луис в Ноттингемпшире. На охоту были приглашены семейная пара Майкл и Каролина (Ли) Кэнфилд, а также её сестра Жаклин Кеннеди. Здесь князь Радзивилл познакомился со своей третьей женой. Радзивиллы стали все чаще встречаться с семьёй Кэнфилдов. Со временем эти встречи ограничились двумя людьми. Вскоре Каролина Кэнфилд развелась со своим мужем, а князь Станислав Радзивилл расстался со второй женой. 19 марта 1959 года в американском Ферфаксе (штат Виргиния) Станислав Радзивилл женился на Каролине Бувье. Супруги Радзивиллы стали богатой парой в светских салонах. Польский князь был связан с аристократическими родами всей Европы и демонстрировал свою растущую карьеру в сфере недвижимости. Американская актриса Каролина Ли была моложе мужа на 19 лет и стала одной из законодательниц в мире моды.
Семья Радзивиллов проводила время между Великобританией (дом на Трафальгардской площади в Лондоне и ферма Turville Grange в графстве Бакингемшир) и морскими курортами Франции, Италии и Греции. Их общественная жизнь приобрела новое измерение, когда муж сестры Ли Джон Кеннеди начал предвыборную кампанию, которая привела его в Белый Дом. Князь Радзивилл, который находился в очень хороших отношениях с будущим президентом США, сразу же включился в агитационную кампанию в пользу Джона Кеннеди. Тяжёлая работа окупилась. Когда Кеннеди был избран новым президентом США, он не преминул отметить, чья эта заслуга. Близость отношений Радзивилла с Кеннеди отражает тот факт, что президент был крестным отцом Анны Кристины Радзивилл, а сам князь крестил Джона Фицджеральда Кеннеди-младшего. Обе церемонии произошли в 1961 году. Семьи Кеннеди и Радзивиллов часто проводили вместе свободное время, чтобы отдохнуть от шумной жизни и вспышек фотоаппаратов, готовых на всё папарацци. Они проводили вместе Рождественские праздники в летнем поместье Кеннеди в Палм-Бич, а летом отдыхали на острове Мартас-Винъярд.
В июле 1963 года Радзивиллы провели во французском Довиле на свадьбе племянницы князя Изабеллы Потоцкой с Юбером д’Орнано. В том же году князь познакомился с греческим миллиардером и крупнейшим судовладельцем Аристотелем Онассисом. Радзивиллы часто отдыхали на его парусниках в Средиземном море или устраивали рауты в его честь в своём лондонском доме. Благодаря этому знакомству князь Станислав Радзивилл стал директором авиакомпании «Olympic Airways», основанной Онассисом в 1959 году.
22 ноября 1963 года известие о гибели президента Джона Кеннеди нашло князя в лондонском клубе для джентльменов «St James’s». Через два дня Радзивилл бы уже в Белом Доме, который выглядел, по его словам, как «Версаль после смерти короля». Князь решил положить в гроб президента самую ценную семейную память — старый французский розарий.

## Высший свет
В начале 1964 года по совету Роберта Кеннеди князь Станислав Радзивилл, совершавший частые визиты в США, купил себе квартиру на улице Пятая авеню в Нью-Йорке. Радзивиллы стали медленно отходить от шока после гибели Джона Кеннеди. Они путешествовали по Ямайке и Антигуа, были на сафари в Кении. Иногда в этих поездках их сопровождала Изабелла Потоцкая вместе со своим мужем Юбером д’Орнано и Жаклин Кеннеди. В 1960-х годах Радзивиллы вращались в довольно причудливых кругах общения. Свободное время проводили с писателем Труменом Капоте, миллиардером Ставросом Ниархосом, танцором Рудольфом Нуриевым, бывшим премьер-министром Великобритании Уинстоном Черчиллем и дизайнером моды Олегом Кассини. 22 октября 1968 года на греческом острове Скорпио семья Радзивиллов приняла участие в обручении Жаклин Кеннеди с Аристотелем Онассисом.

## Конец брака и смерть князя
В 1971 году скончался старший брат Станислава Эдмунд Фердинанд Радзивилл. Князь Радзивилл вместе с женой и Жаклин Кеннеди прилетели в Варшаву на его похороны. В том же году оплот польской культуры и истории на Британских Островах — загородный дом Fawley Court в Fawley получила дар от лица князя. Он был основателем небольшой церкви Святой Анны, которая была построена недалеко от его загородного дома. Князь построил церковь, как символ памяти о своей матери, которая умерла в лагере в 1947 году.
В 1974 году брак Радзивиллов расторгнут. Дочь Анна Кристина стала воспитываться матерью в Нью-Йорке, а сын Антоний проживал вместе с отцом в Лондоне. После расставания с Ли князь Станислав Радзивилл познакомился с Кристин Веккерт.
27 июля 1976 года князь Станислав Альбрехт Радзивилл скоропостижно умер от сердечного приступа в возрасте 62 лет. Он был похоронен в родовой часовне церкви Святой Анны в Fawley Court.

## Браки и дети
Станислав Радзивилл был трижды женат. Его первая жена была француженка Роза де Монлеон (1913—1996), дочь графа Ги де Монлеона и Марии Терезы де Зурих. Они поженились 10 апреля 1940 года, а развелись в 1945 году. Она позднее вышла замуж за швейцарского банкира, барона де Шоллета.
2 мая 1946 года в Лондоне вторично женился на хорватке Грейс Колин (род. 11 января 1923), дочери Михаила Колина и Анны Тирони. Супруги развелись в 1959 году. У них был один сын:
- Князь Ян Станислав Альбрехт (род. 8 августа 1947, Лондон), женат с 1978 года на Евгении Каррас (род. 1940) — сын принц Ян Михаил (род. 29 августа 1979) — сын принц Филипп (род. 4 февраля 1981)

Позднее Грейс вышла замуж за Уильяма Уорда, 3-го лорда Дадли (1894—1969). С 1975 года стала жить в гражданском браке с американским редактором Робертом Сильверсом (род. 1923).
19 марта 1959 года в городе Ферфакс (штат Виргиния, США) князь женился третьим браком на американской актрисе Каролине Ли Бувье Кэнфилд (род. 3 марта 1933), дочери брокера Джона Бувье III и Джанет Нортон Ли, сестре Жаклин Кеннеди. Супруги развелись в 1974 году. У них было двое детей:
- Князь Антоний Станислав Альбрехт (4 августа 1959, Лозанна — 10 августа 1999, Нью-Йорк), женат с 1994 года на Кэрол Энн ДиФалко
- Княжна Анна Кристина (род. 18 августа 1960, Нью-Йорк), муж с 1999 по 2005 год Оттавио Арансио